# Доброхошт (Дунајска Стреда)
Доброхошт (слч. Dobrohošť, мађ. Doborgaz) насељено је мјесто са административним статусом сеоске општине (слч. obec) у округу Дунајска Стреда, у Трнавском крају, Словачка Република.

## Становништво
| Година:    | 1994. | 2004.   | 2014.    | 2024.    |
| ---------- | ----- | ------- | -------- | -------- |
| Број људи: | 381   | 371     | 457      | 529      |
| Разлика:   |       | -2,62 % | +23,18 % | +15,75 % |

| Година:    | 2023. | 2024.   |
| ---------- | ----- | ------- |
| Број људи: | 511   | 529     |
| Разлика:   |       | +3,52 % |

Према подацима о броју становника из 2011. године насеље је имало 428 становника.